# 페어 메르테자커
페어 메르테자커(독일어: Per Mertesacker, 1984년 9월 29일, 서독 하노버 ~ )는 독일의 전 축구 선수, 현 축구 감독으로, 현재 아스널 아카데미의 감독으로 활동하고 있다.
큰 키를 활용한 제공권 싸움에 매우 강하다. 비교적 주력이 빠르지 못한 것이 약점으로 지적되지만 매우 뛰어난 축구 지능과 수비시 정확한 위치 선정으로 이를 상쇄한다. 패스의 길목을 차단하고 공격수의 움직임을 예측하며 구사하는 태클은 세계 정상급이다. 오프사이드라인을 조율하는 커맨더로서의 역할에도 능숙하다. 수비 동작 이후에 전개하는 패스의 정확성도 굉장히 높은 수준이다.

## 클럽 경력
메르테자커는 자신이 태어난 곳이기도 한 하노버의 하노버 96에서 선수 생활을 시작하였다.
2003년 하노버 96의 1군으로 승격하여 데뷔하였지만 데뷔 직후 코 부상을 당하여 2003-04 시즌에는 13경기 출전에 그쳤다.
2006년, 500만 유로의 이적료를 기록하며 SV 베르더 브레멘에 입단하였다.
2011년, 800만 유로의 이적료를 기록하며 아스널 FC에 입단하였다.

## 국가대표팀 경력
2004년, 위르겐 클린스만이 이끄는 독일 U-21팀에 선발되어 첫 국가대표 생활을 시작하였다. 그의 데뷔전은 2004년 10월, 이란과의 경기를 통해 이루어졌다.
이후 독일 축구 국가 대표팀에 선발되어 2005년 FIFA 컨페더레이션스컵과 2006년 FIFA 월드컵에 출장하였으며, UEFA 유로 2008과 2010년 FIFA 월드컵과 2014년 FIFA 월드컵에서는 독일의 주전 센터백으로 활약하였다. 특히 2014년 FIFA 월드컵에서는 우승을 차지했다.

## 수상
베르더 브레멘
- 분데스리가 : 준우승 (2007-08)
- UEFA컵 : 우승 (2008-09)

 아스널
- FA컵 : 우승 (2013-14, 2014-15, 2016-17)

 독일
- UEFA 유럽 축구 선수권 대회 : 준우승 (2008), 4강 (2012)
- FIFA 컨페더레이션스컵 : 3위 (2005)
- FIFA 월드컵 : 우승 (2014), 3위 (2006, 2010)

## 같이 보기
- A매치 100경기 이상 출전한 축구 선수 명단